# Tavole alfonsine

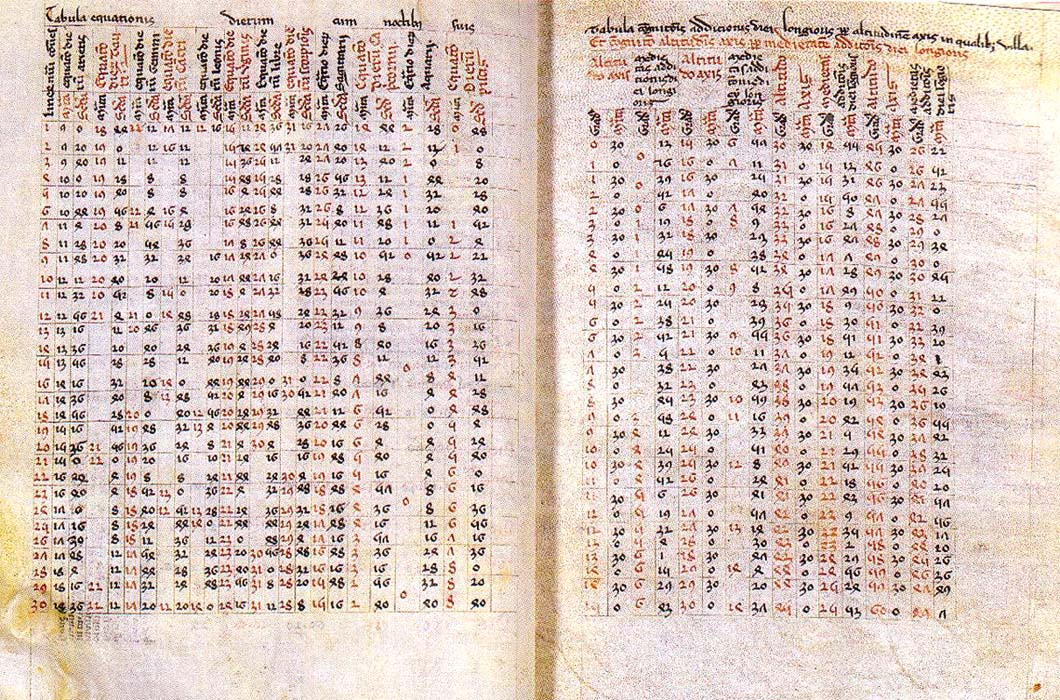
Tavole alfonsine

Le Tavole alfonsine o toledane sono tavole astronomiche in grado di fornire le posizioni del Sole e delle altre stelle e dei pianeti e le date delle eclissi.

## Storia

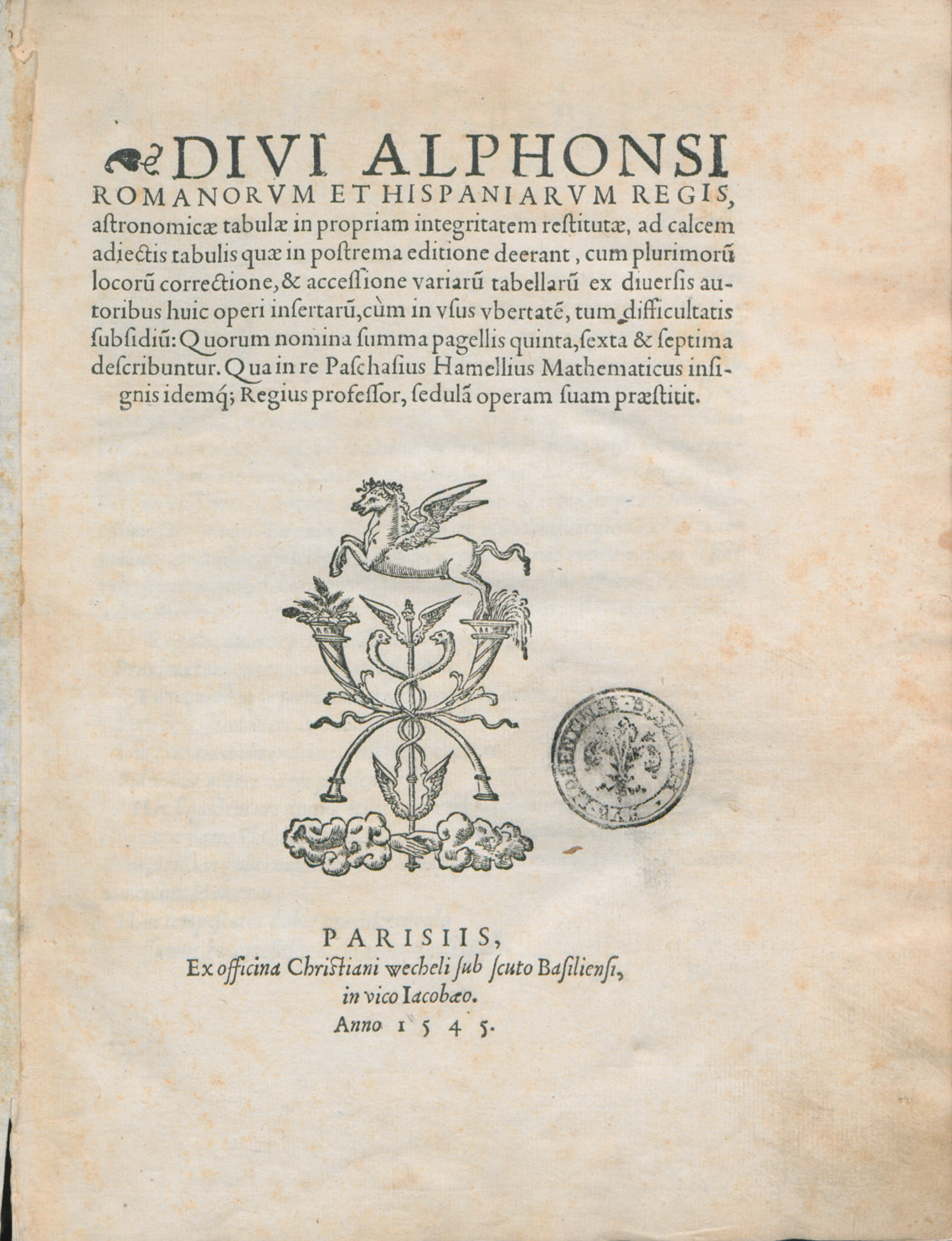
Frontespizio dell'edizione del 1545 delle Tabulae astronomicae

La compilazione delle tavole fu organizzata dal re Alfonso X di Castiglia e León ed effettuata  da circa cinquanta astronomi a Toledo intorno al 1252.
La Scuola di traduttori di Toledo riuniva gli Arabi musulmani Aben Raghel y Alquibicio e Aben Musio e Mohamat, di Siviglia, Joseph Aben Alí e Jacobo Abenvena, di Cordova, e altri elementi provenienti dalla Guascogna e Parigi. L'équipe, tra le altre traduzioni dall'arabo, fu incaricata di produrre nuove Tavole che aggiornassero le Tavole di Toledo, risalenti all'XI secolo e che erano legate all'opera dell'astronomo arabo di Cordova al-Zarqali. La loro revisione era basata sulle osservazioni fatte a Toledo dagli scienziati ebrei Yehuda ben Moshe e Isaac ben Sid tra il 1262 e il 1272. Esse contengono le posizioni osservate dei corpi celesti a Toledo dal 1º gennaio 1252, anno d'incoronazione del re Alfonso X.
Le Tavole furono compilate seguendo la teoria astronomica di Tolomeo e si possono considerare una revisione aggiornata e un miglioramento delle tavole compilate da Claudio Tolomeo nel suo Almagesto.
Questa opera costituisce il primo lavoro astronomico di ampio respiro redatto nell'Europa cristiana. Queste tavole rivestono una grande importanza nella storia dell'astronomia e nella storia delle scoperte geografiche. Esse infatti furono ampiamente utilizzate direttamente o in versioni sottoposte a revisioni dai grandi navigatori del XV secolo e del XVI secolo. In particolare Cristoforo Colombo basò i suoi progetti di navigazione oceanica su una loro revisione effettuata dall'ebreo Abraham Zacuto. Esse ebbero anche una edizione a stampa prodotta a Venezia nel 1483. Niccolò Copernico imparò ad usarle all'Università di Cracovia.
Va osservato anche che la maggiore utilizzazione di queste tavole, come quello di molte altre tavole astronomiche, riguarda fini astrologici.
Una copia dell'edizione del 1483 delle Tavole è conservata presso la Biblioteca del Dipartimento di Matematica "Guido Castelnuovo" di Roma, una copia dell'edizione del 1545, stampata a Parigi, è conservata presso la Biblioteca dell'Istituto Lombardo Accademia di Scienze e Lettere a Milano.